# 沼尻沙弥香
沼尻 沙弥香（ぬまじり さやか、1984年8月15日 - ）は、元グラビアアイドル、元タレント。リアル・エーに所属していた。

## 来歴・人物
90cmのバストを武器にグラビアアイドルとして活動していたが、デビュー時から所属していた事務所（オフィス・エム）とトラブルを起こし、一度は芸能界を引退する。その後、2005年10月にリアル・エーに移籍して復帰を果たし、活動を再開した。
2007年2月、本人のブログの更新は途絶え、事務所のHPからも名前が消された。
2011年1月、「ぺよん潤」としても活動しているものまねタレントの増井歩と結婚し、スポーツ紙には「元グラビアアイドルで会社員の沙弥香さん」と表記された。

## 出演

### テレビ番組
- 水着少女（テレビ東京）
- Se-女!2（テレビ東京）
- 温泉美人（BS-i）
- アイドルコロシアム （MONDO21）

### ビデオ・DVD
- Spirits（2001年、ベガファクトリー）
- Pretty Cat（2003年、イーネットフロンティア）
- Lolita（2003年、ポニーキャニオン）
- W-sayaka 〜あいしてた〜（2003年、イーネットフロンティア） - 内田さやかと共演。
- 二人のさやか（2003年、ENGEL） - 内田さやかと共演。
- First TOUCH！→N（2004年、ぶんか社）
- Silky Collection「Se-女2!」B（2004年、イーネットフロンティア）
- Re:start〜再会〜（2006年、リバプール）
- Sentimental Girl センチメンタル・ガール（2006年、竹書房）
- 恋のバカンス（2006年、ジーオーティー）

## 出版

### 写真集
- mermaid（2001年、桜桃書房）
- Sugar（2003年、ぶんか社）
- MILK（2003年、ぶんか社）
- ura SAYAKA―内田さやか・沼尻沙弥香写真集 （2003年、英知出版）内田さやかと共演。
- ヒップHOP学園 なのに（バンブームック）（2004年、竹書房）ムック扱い